# Otto Wertheimer
Otto Wertheimer (geboren 28. November 1896 in Bühl; gestorben 1973 in Paris) war ein deutsch-französischer Kunsthistoriker und Kunsthändler.

## Leben
Otto Wertheimer war ein Sohn des Leo Wertheimer (1869–1940), er hatte drei ältere Geschwister, darunter den 1893 geborenen Mediziner Ernst Wertheimer. Sein Vater und seine Schwestern wurden Opfer des Holocaust.
Wertheimer studierte ab 1919 Kunstgeschichte, Archäologie und Musikgeschichte in München. Wertheimer wurde in München mit einer Dissertation über Nikolaus Gerhaert bei Heinrich Wölfflin promoviert. Zwischen 1931 und 1933 hatte Wertheimer Werkaufträge bei den Staatlichen Museen Berlin und katalogisierte die „Fotosammlung Deutsches Barock“ und die Bildmappen „Plastik des deutschen Mittelalters“. Nach der Machtergreifung der Nationalsozialisten wurde er von diesen Aufträgen aufgrund jüdischer Herkunft ausgeschlossen.
Wertheimer emigrierte nach Basel. Er hielt sich in der Zeit des Nationalsozialismus in der Schweiz auf. Es gelang ihm, seine Mutter aus dem Sammellager Drancy im besetzten Frankreich zu befreien. Nach dem Zweiten Weltkrieg betrieb er als Kunsthändler mit seiner Frau Anne Grünwald (–1981) die „Galerie Les Tourettes“ in Basel und Paris, ihre Namen erscheinen in der Provenienz von Gemälden und Plastiken.

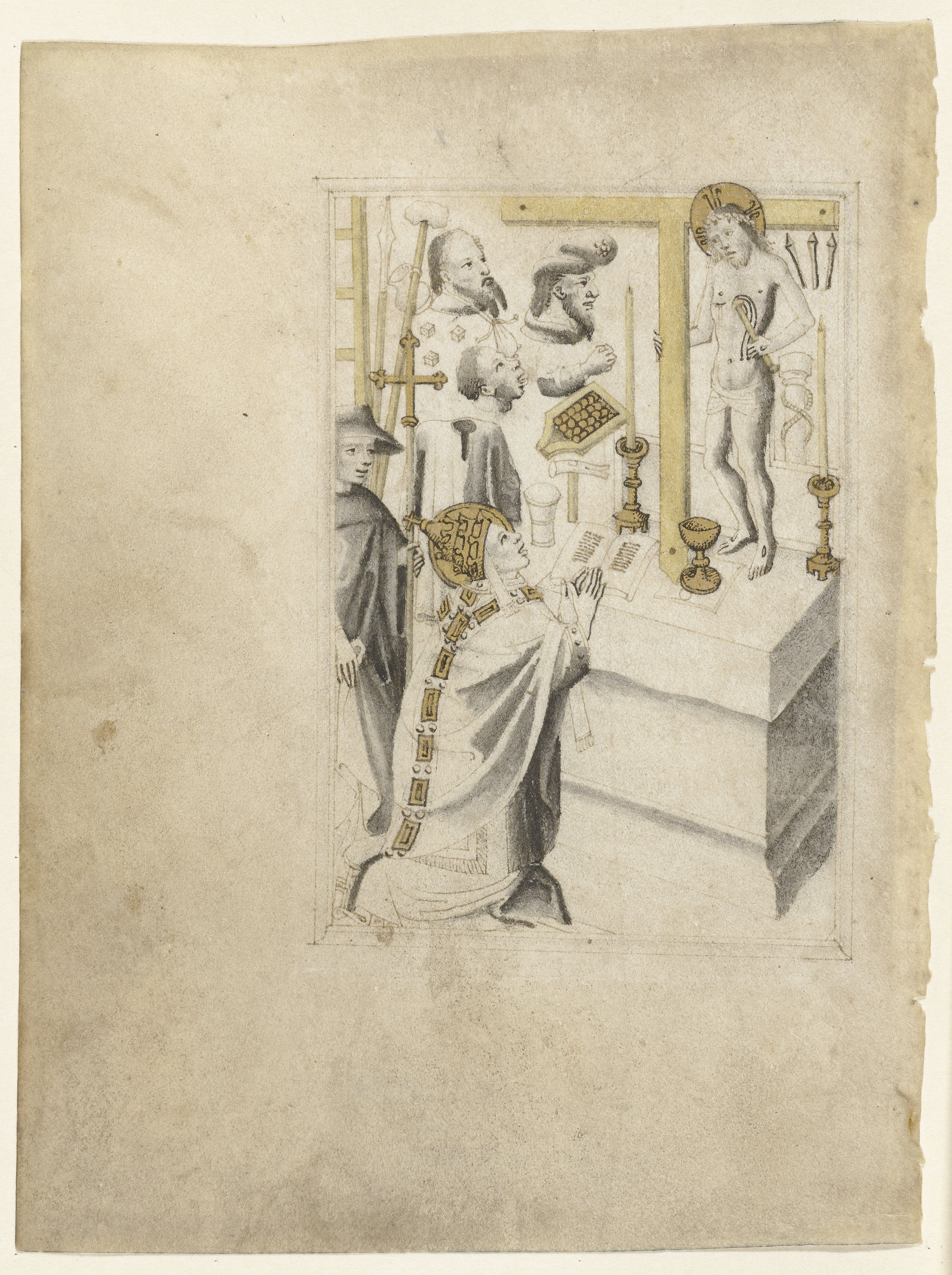
Wertheimers Schenkung an das Rijksmuseum 1963

## Schriften (Auswahl)
- Studien zur Geschichte der oberrheinischen Plastik, von 1470 bis 1530. Buchdruckerei Universal, Diss. Berlin 1924.
- Nicolaus Gerhaert. Seine Kunst und seine Wirkung. Deutscher Verein für Kunstwissenschaft, Berlin 1929.
- Die oberrheinische Sebastiansgruppe im Kaiser-Friedrich-Museum. In: Jahrbuch der Preußischen Kunstsammlung, Nr. 49, 1928, S. 24–32.
- Zum Werke Heinrich Douwermanns. In: Pantheon, Nr. 2 1928, S. 535–540.
- Der Meister der Molsheimer Reliefs. In: Pantheon, Nr. 3 1929, S. 115–124.
- Eine norddeutsche Plastik aus dem Anfang des 17. Jahrhunderts. In: Pantheon, Nr. 5 1930, S. 218f.
- Succession Anne Otto Wertheimer et à divers amateurs le mercredi 21 avril 1982, dessins, tableaux, cadres des XVIIe, XVIIIe et XIXe siècles, le jeudi 22 avril 2982, argenterie, faiences, verrerie, Extrême-Orient, archéologie, Haute-Époque, objets d’art, meubles ; vente à Paris – Nouveau Drouot, Paris. Francis Briest, Commissaire-Priseur, 1982

Anna Wertheimer
- Werkbundausstellung „Wohnbedarf“ Stuttgart. In: Kunst und Künstler. 31(1932), S. 307f.